# Brezove Dane
Brezove Dane – wieś w Bośni i Hercegowinie, w Federacji Bośni i Hercegowiny, w kantonie zenicko-dobojskim, w gminie Maglaj. W 2013 roku liczyła 17 mieszkańców, z czego większość stanowili Serbowie.